# Żoginie
Żoginie (lit. Žaiginys) – miasteczko na Litwie, położone w okręgu kowieńskim, w rejonie rosieńskim. Liczy 380 mieszkańców (2001).

## Historia
Dawniej własność Kierdejów, Roemerów, Bułharynów, Zajączkowskich, Komarów, a następnie hrabiów Zabiełłów. W 1762 z fundacji Jakuba Nagórskiego wzniesiono tutaj kościół dla klasztoru franciszkanów. Klasztor został skasowany przez Rosjan w 1832.